# Brévands
Brévands – miejscowość i dawna gmina we Francji, w regionie Normandia, w departamencie Manche. W 2013 roku populacja gminy wynosiła 311 mieszkańców. 
1 stycznia 2017 roku połączono cztery ówczesne gminy: Carentan-les-Marais, Brévands, Saint-Pellerin oraz Les Veys. Siedzibą nowej gminy została miejscowość Carentan-les-Marais, a gmina przyjęła jej nazwę. 